# Sandman: Vidas breves
Sandman: Vidas breves (en inglés, The Sandman: Brief Lives) es la séptima novela gráfica de la colección de historietas de The Sandman, creada por Neil Gaiman y publicada por Vertigo/DC Comics. Contiene los números del 41 al 49 de la colección regular.
Este es el primer arco argumental dibujado enteramente por una única persona, en este caso Jill Thompson. El entintado estuvo a cargo de Vince Locke, quien fue apoyado por Dick Giordano para el número 47. Los colores estuvieron enteramente a cargo de Daniel Vozzo. El rotulador original fue Todd Klein, y como en todos los números de la serie original de The Sandman, las portadas son obra de Dave McKean.

## Contenido
El contenido de esta novela gráfica varía dependiendo de la editorial. La edición de ECC Ediciones, incluye:
- Introducción de Jill Thompson, dibujante de la obra, fechada en noviembre de 2007.
- Ilustraciones de Tony Harris, Colleeen Doran, Gahan Wilson, Alison Seiffer, Tom Taggart, Jill Karla Schwarz, Charles Vess, Tom Canty (coloreada por Daniel Vozzo), Dave McKean, Barry Windsor-Smith (coloreada por Daniel Vozzo), P. Craig Russell (coloreada por Lovern Kindzierski).
- Portadas de Dave McKean para las ediciones estadounidenses de The Absolute Sandman vol. 3, y The Absolute Sandman vol. 4.
- Biografías breves de Gaiman, Thompson, Vozzo y McKean.

## Títulos
| #  | Título | Título original | Fecha      | Guion  | Dibujo   | Tinta           | Color | Rotulación | Portada | Edición   | Edición    | pp. |
| #  | Título | Título original | Fecha      | Guion  | Dibujo   | Tinta           | Color | Rotulación | Portada | ejecutiva | asociada   | pp. |
| -- | ------ | --------------- | ---------- | ------ | -------- | --------------- | ----- | ---------- | ------- | --------- | ---------- | --- |
| 41 | Uno    | One             | sep 1992   | Gaiman | Thompson | Locke           | Vozzo | Klein      | McKean  | Berger    | Aufenanger | 24  |
| 42 | Dos    | Two             | oct 1992   | Gaiman | Thompson | Locke           | Vozzo | Klein      | McKean  | Berger    | Aufenanger | 24  |
| 43 | Tres   | Three           | nov 1992   | Gaiman | Thompson | Locke           | Vozzo | Klein      | McKean  | Berger    | Aufenanger | 24  |
| 44 | Cuatro | Four            | dic 1992   | Gaiman | Thompson | Locke           | Vozzo | Klein      | McKean  | Berger    | Aufenanger | 24  |
| 45 | Cinco  | Five            | ene 1993   | Gaiman | Thompson | Locke           | Vozzo | Klein      | McKean  | Berger    | Aufenanger | 24  |
| 46 | Seis   | Six             | mar 1993   | Gaiman | Thompson | Locke           | Vozzo | Klein      | McKean  | Berger    | Aufenanger | 24  |
| 47 | Siete  | Seven           | mar 1993   | Gaiman | Thompson | Locke, Giordano | Vozzo | Klein      | McKean  | Berger    | –          | 24  |
| 48 | Ocho   | Eight           | abr 1993   | Gaiman | Thompson | Locke           | Vozzo | Klein      | McKean  | Berger    | Roeberg    | 24  |
| 49 | Nueve  | Nine            | 1 may 1993 | Gaiman | Thompson | Locke           | Vozzo | Klein      | McKean  | Berger    | Roeberg    | 24  |

En los créditos de todos los números se menciona además a Neil Gaiman, Sam Kieth y Mike Dringenberg como creadores de los personajes de The Sandman.